# Лобва
Лобва́ (рос. Лобва) — селище у складі Новолялинського міського округу Свердловської області.
Населення — 8372 особи (2010, 8543 у 2002).
До 12 жовтня 2004 року селище мало статус селища міського типу.